# Большой Шаушпильхаус
Большой Шаушпильхаус (нем. Großes Schauspielhaus) — ныне несуществующий известный театр в центральном берлинском районе Митте, где ставились ревю, оперетты и другие музыкальные представления. По заказу возникшего в 1917 году объединения немецких национальных театров (нем. Deutschen Nationaltheater AG) в 1918—1919 годы здание строилось на улице Шифбауэрдамм (нем. Schiffbauerdamm). Театр дважды менял своё название до сноса здания в 1985 году.

## История

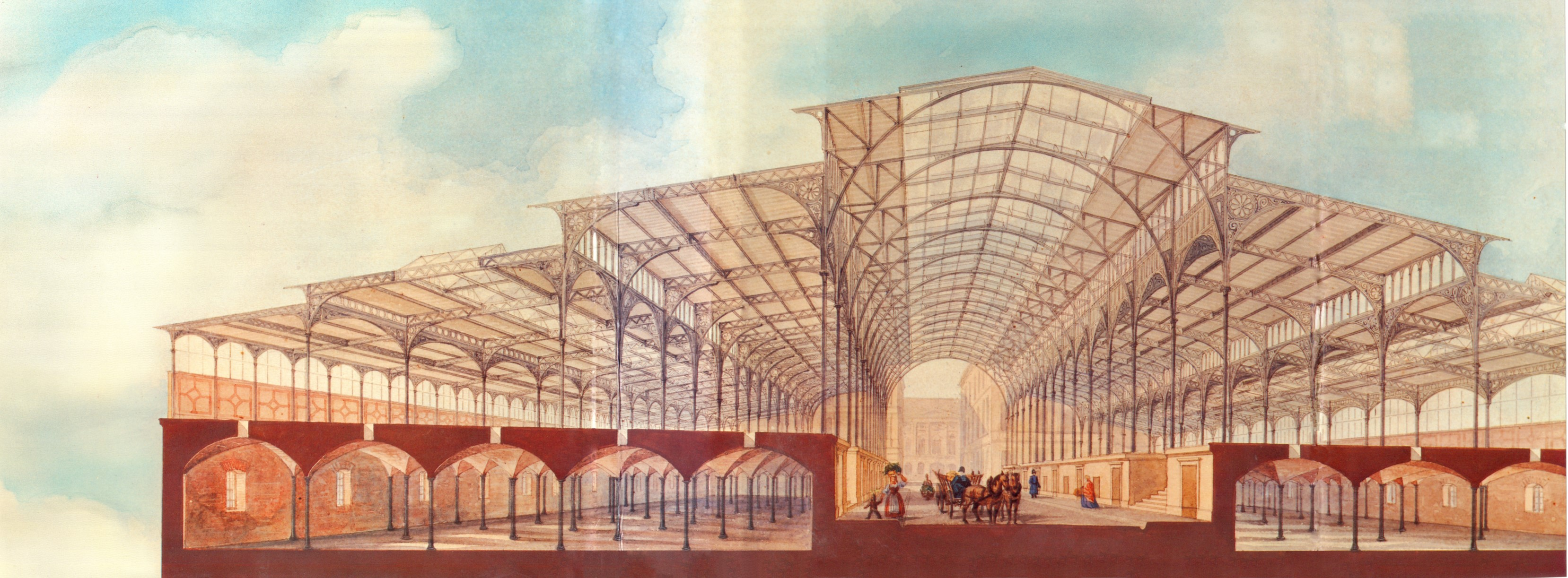
Рыночный павильон. Архитектор Фридрих Гитциг (1865—1867)

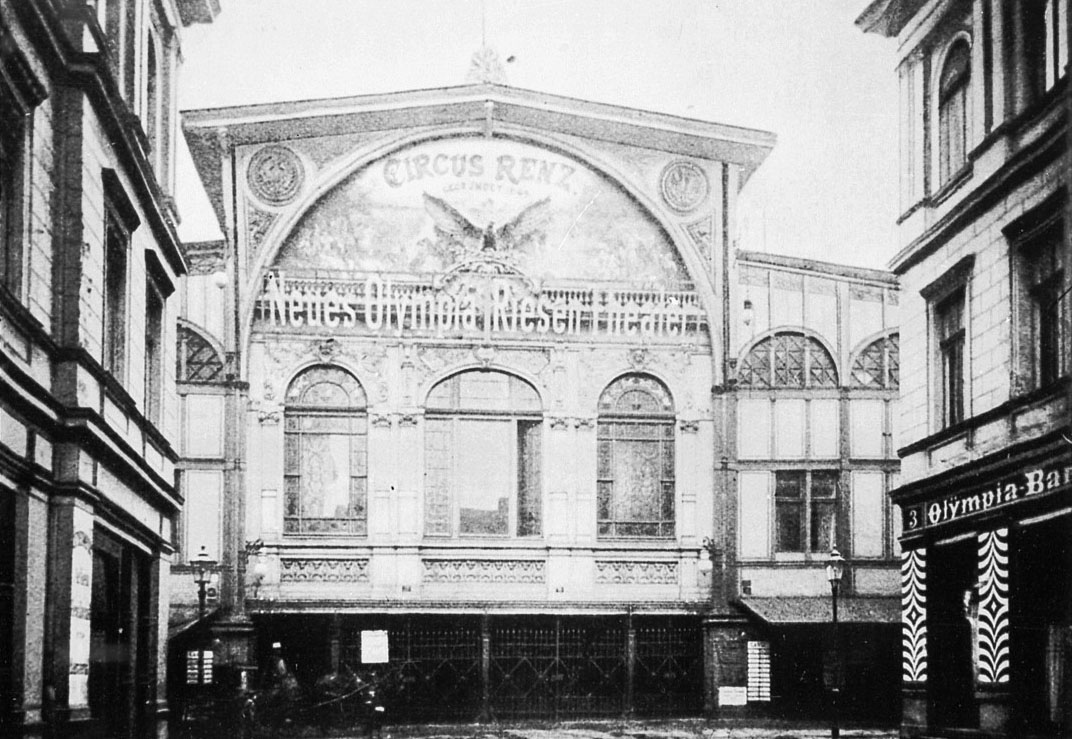
Цирк Эрнста Ренца (1898)

В 1865—1867 годы архитектор Фридрих Гитциг, ученик лидера «романтического историзма» Карла Шинкеля, построил в центре Берлина большой рыночный павильон (нем. Markthalle) на улице Шифбауэрдамм (нем. Schiffbauerdamm) по правому берегу Шпрее.
Из-за строительства в конце XIX века транспортного узла на Фридрихштрассе владелец цирка Эрнст Якоб Ренц был вынужден искать новое место для представлений, и по его заказу крытый рынок был переоборудован в «Цирк Ренца» (нем. Circus Renz), который вмещал 5600 зрителей. В цирке Ренца дебютировал наездником Альберт Саламонский, выступал здесь и «Schumann Circus». 
В 1910—1918 годах на цирковой арене ставил представления театральный режиссёр и актёр Макс Рейнхардт, который с 1914 года поднимал вопрос о перестройке здания цирка в оригинальный современный театр. Реализация этого плана стала возможной только после окончания Первой мировой войны. 
Архитектор-модернист Ганс Пёльциг при первой встрече с Максом Рейнхардтом нарисовал на бумажной салфетке фасад театрального здания.  Удивительным стало то, что построенное в минимальные сроки сооружение по виду мало чем отличалось от нарисованного на салфетке.
Автору проекта Гансу Пёльцигу переустройство театрального здания принесло европейскую известность. Потолок в виде купола над зрительным залом на 3200 мест архитектор украсил тысячами гипсовых сосулек, чтобы улучшить акустику театра. Зрительный зал театра, оформленный Гансом Пёльцигом в стиле экспрессионизма, получил устоявшееся название «Сталактитовая пещера». Колонны в фойе театра притягивали внимание причудливой формой и игрой света.
Размышляя о философском смысле своих архитектурных поисков, Ганс Пёльциг говорил:

Оригинальный текст (нем.)Das Gehäuse des Menschen fordert in
 seiner Ausbildung Gemüts- und Gefühlswerte, die eine noch so praktische Schöpfung niemals aufweisen kann. (Hans Poelzig, 1919)
«Тело человека нуждается для своего формирования в душевных и эмоциональных ценностях, которые никогда не может предъявить сколь-либо практическое творение» (Ганс Пёльциг, 1919). 
В переоборудованном здании Макс Рейнхард основал «Большой Шаушпильхаус», стал его первым директором и ознаменовал открытие театра 28 ноября 1919 года премьерой тетралогии Эсхила «Орестея»; в которой главные роли исполняли Вернер Краус и Пауль Хартманн.
С 1924 по 1932 год художественным руководителем Большого Шаушпильхауса был  сценарист, продюсер, режиссёр и актёр Эрик Чарелл, который придал театру гламур большого бродвейского шоу с юмором и  шутками, превратил его в театр-варьете и получил известность как «берлинский король музыкального ревю». Именно Эрик Чарелл подписал договоры с будущей мировой звездой Марлен Дитрих и с эстрадной актрисой Клэр Уолдорфф. По его же инициативе в театр был приглашён секстет под названием «Создатели мелодий» (англ. Melody Makers). Эрик Чарелл придумал для коллектива новое название — «Комедианты-музыканты» (англ. Comedian Harmonists) и подписал в 1928 году контракт с этой группой. Весёлые аранжировки и фривольные тексты песен из их репертуара публика принимала на ура. Многие песни были с двойным смыслом, усиливающим их популярность, что отражено в одноимённом фильме «Comedian Harmonists». Эрик Чарелл поставил в театре ряд эстрадных ревю и спектаклей: «Из уст в уста», «Всем», «Для тебя», «Мадам Помпадур», «Микадо», «Весёлая вдова», которые отличались звёздным составом исполнителей и художественным уровнем, позволявшим конкурировать с аналогичными постановками в Париже, Лондоне и Нью-Йорке.
В период нацистской Германии театр превратился в арену национал-социалистической пропаганды, получил новое название «Народный театр» (нем. Theater des Volkes) и находился в прямом подчинении Геббельса. Национал-социалисты в 1938 году разрушили «Сталактитовую пещеру», обозвав уродливыми дизайнерские находки архитектора Ганса Пёльцига в оформлении интерьера театра, провели свою реконструкцию здания, начали насаждение расистской идеологии и дискриминации по национальному признаку.
В сентябре 1945 года, почти сразу после окончания войны театр вновь открылся. В ноябре 1947 года он был переименован во «Фридрихштадтпаласт» (нем. Friedrichstadt-Palast) и стал в ГДР знаменитым театром эстрады, однако шумный успех эстетики «Золотых двадцатых» остался неповторимым историческим событием.
С 1972 года отсюда регулярно транслировались выпуски телепередачи «Пёстрый котел» (нем. Ein Kessel Buntes), где выступали звёзды Запада и Востока — ансамбль Ялла, Алла Пугачёва, София Ротару,  Ирина Понаровская, Роза Рымбаева, Николай Гнатюк, Тамара Синявская и другие.
К 1980 году здание, построенное более шестидесяти лет назад, стало постепенно приходить в негодность. Из-за подтоплений проседал фундамент, всё сооружение подвергалось статическим деформациям. Поэтому театр в 1984 году закрыли, а в 1985 полностью снесли. Образовалось пустое пространство на углу Шифбауэрдамм и улицы «У цирка» (нем. Am Zirkus), название которой в XXI веке  стало напоминанием о цирке, существовавшем здесь в начале XX века. 

## Директора театра
- Макс Рейнхардт (1919–1920)
- Феликс Холлендер (1920–1923)
- Максимилиан Сладек (нем. Maximilian Sladek) (1923–1925)
- Карл Розен (нем. Karl Rosen) (с 1925)
- Марион Шпадони (нем. Marion Spadoni) (1945–1947)
- Никола Люпо (нем. Nicola Lupo) (1947–1954)
- Готфрид Херрманн (нем. Gottfried Herrmann) (1954–1961)
- Вольфганг Е. Штрук (нем. Wolfgang E. Struck) (1961–1986)

## Память о театре
Новое здание Фридрихштадтпаласта строилось недалеко от снесённого, но заметно дальше от реки Шпрее — на улице Фридрихштрассе, дом 107. Это был последний реализованный в Германской Демократической Республике монументальный проект. 27 апреля 1984 года состоялось праздничное открытие театра-ревю, внутреннее пространство которого составило 195 000 м³.
18 ноября 2015 года перед зданием театра был торжественно открыт созданный художниками и дизайнерами по инициативе Берндта Шмидта, директора современного «Фридрихштадтпаласта», мемориал в память об истории театра и его отцах-основателях — Гансе Пёльциге, Максе Рейнхарде и Эрике Чарелле, которые в 1930-е годы были вынуждены эмигрировать. Выступая на церемонии открытия мемориала, внук Ганса Пёльцига, архитектор из Дуйсбурга Петер А. Пёльциг (нем. Peter A. Poelzig) сказал:  «Мой дед повлиял на целое поколение архитекторов, и среди выполненных им проектов не было ни одного, который бы не стал образцом архитектуры. Спустя 80 лет после его смерти памятник отдает дань уважения его возвышенным, прекрасным и ярким образцам архитектурного искусства».